# قرية أولمبية

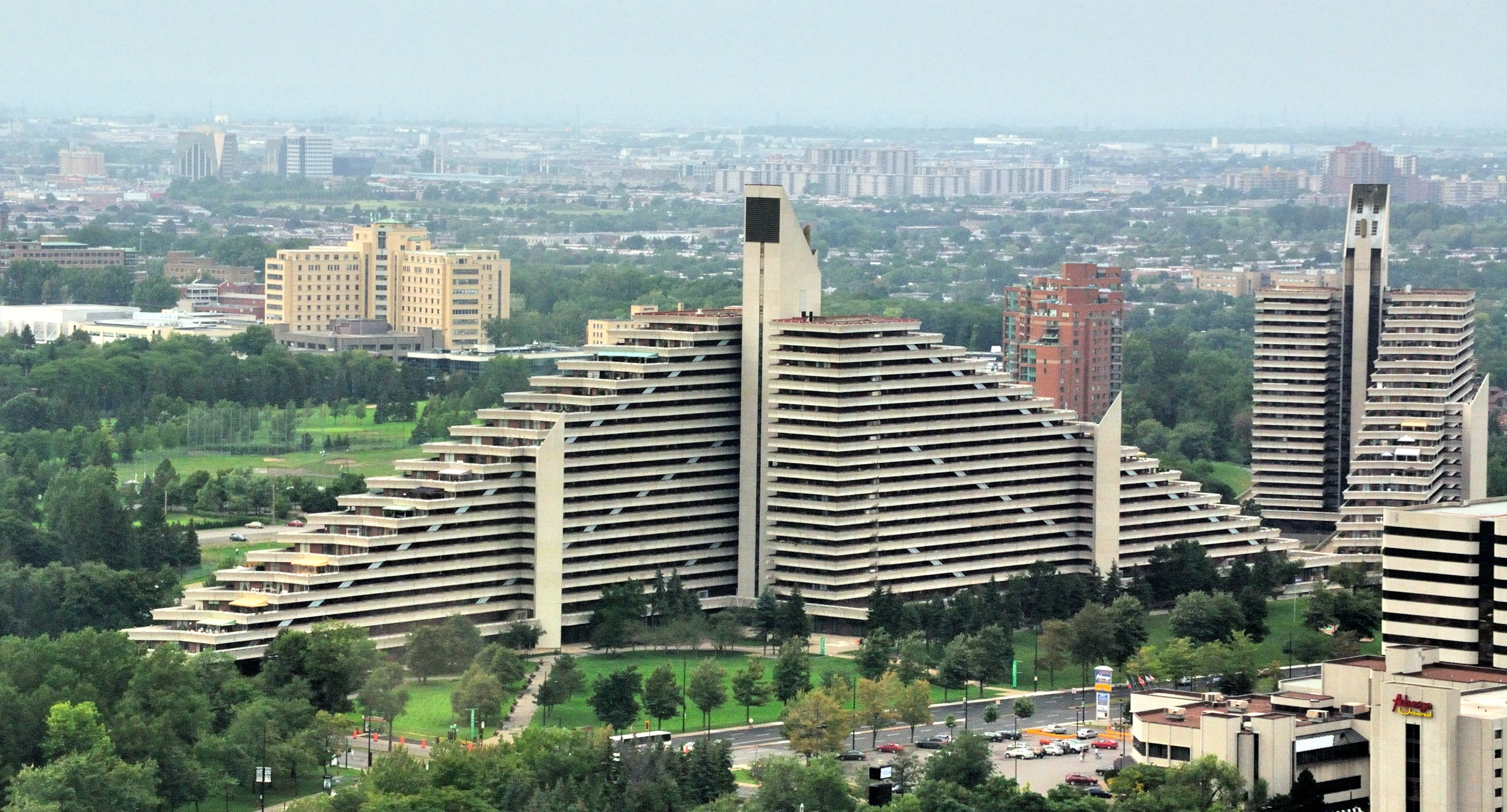

القرية الأولمبية هي مركز سكني يبنى للألعاب الأولمبية، غالباً في نطاق الحديقة الأولمبية أو مكان اخر في المدينة المستضيفة. وتبنى القرى الأولمبية لإيواء جميع الرياضيين المشاركين، وكذلك المسؤولين والمدربين الرياضيين. وبعد عملية ميونخ في الألعاب الأولمبية الصيفية 1972. تم جعل القرى الرياضية آمنة للغاية، فقط المشاركين، والمدربين والمسؤولين من يسمح لهم بالدخول.